# Oxyde d'iridium(III)
Pour les articles homonymes, voir Oxyde d'iridium.
Cet article concerne Ir2O3. Pour l'autre trioxyde d'iridium, voir IrO3.
L'oxyde d'iridium(III) ou sesquioxyde d'iridium est le composé chimique de formule Ir2O3.

## Réactions
Vers 400 °C et en présence d'HNO3, Ir2O3 se transforme en IrO2.